# Istočni centralni fula jezici
Istočni centralni fula jezici, podskupina nigersko-kongoanskih jezika koji čine dio šire skupine fula ili fulani-wolof u Nigeru i Nigeriji. Ima svega 3 predstavnika, to su:
- centralni-istočni nigerski Fulfulde [fuq], 450.000 (1998), Niger)
- nigerijski fulfulde [fuv], 1.710.000, Nigerija (2000).
- zapadni nigerski fulfulde [fuh], 1,230,000, od toga 450.000 u Nigeru (2007); 30.000 u Beninu; 750.000 u Burkina Faso (1999 SIL).

## Vanjske poveznice
- Ethnologue (14th)
- Ethnologue (15th)